# Geografia de Singapur
Singapur és una petita illa molt urbanitzada del Sud-est d'Àsia, ubicada a l'extrem sud de la península malaia, en forma de ciutat estat, limitada al sud amb Indonèsia. La superfície total de la ciutat estat asiàtica és d'un 699 quilòmetres quadrats, amb 193 km de costa. El 9 d'agost del 1965 l'illa va obtenir la independència vers el Regne Unit i d'ençà s'ha transformat en una illa molt urbanitzada i densament poblada. L'illa principal de Singapur té forma de diamant, i és coneguda com a Pulau Ujong, però el territori inclou altres illes més properes:

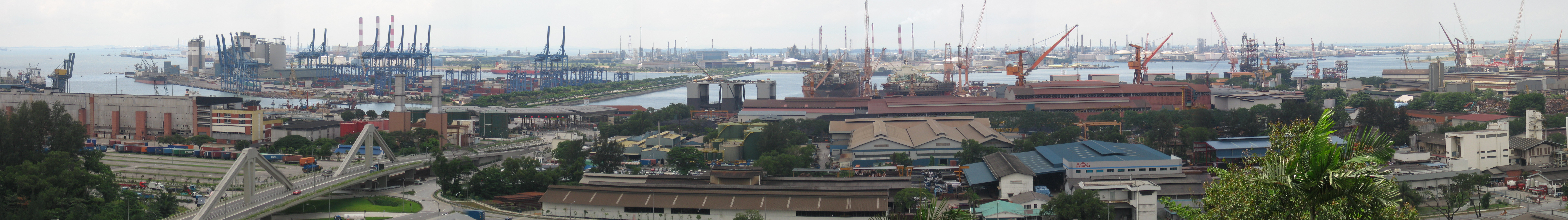
Zona industrial i portuària de Jurong a l'oest de Singapur.

| - Isla Jurong - Pulau Tekong - Pulau Ubin - Sentosa | - Brani - Bukom - Hantu - Jong | - Kusu - Palawan - Pawai - Pedra Branca | - Sakijang Bendera - Sekudu - Semakau - Senang | - Serangoon - Subar Darat - Subar Laut - Sudong |